# Francisco Secanilla
Francisco Secanilla (La Cerollera,  4 de mayo de 1775 - Calahorra, 26 de octubre de 1832) fue un compositor y maestro de capilla español.

## Vida
Nació en La Cerollera, en la provincia de Teruel, en la archidiócesis de Zaragoza. Se formó musicalmente como infante de coro en la Basílica de Pilar, de Zaragoza, bajo el magisterio del maestro José Gil de Palomar y posiblemente también de Francisco Javier García Fajer, el Españoleto, en aquel momento maestro de la capilla de la Catedral. Secanilla permaneció en la Catedral más allá del cambio de voz, ya que en 1797 aparece como «copiante» en las actas capitulares del Pilar, época en la que es posible que ya estuviera componiendo.
Se presentó en 1797 a las oposiciones de la plaza de maestro de capilla de Alfaro, que había quedado vacante cuando Vicente Fernández Resano fue nombrado maestro de capilla del Pilar. No ganó las oposiciones, que fueron para José Castel, que renunció a la plaza. Tras una segunda oposición, Secanilla consiguió la plaza, gracias a su «travesura y buena colocación». En Secanilla se ordenó sacerdote durante su estancia en Alfaro, donde creció su fama como compositor. Como ejemplo se puede nombrar una excursión a San Miguel de Aralar de la capilla de música de la Catedral de Pamplona donde interpretaron obras de los maestros Secanilla y García Fajer. Durante esta época comenzaron sus problemas de miopía, a pesar de lo cual cumplió sus obligaciones con satisfacción.
El 3 de diciembre de 1800 pasó a ocupar el magisterio de la Catedral de Calahorra, cargo vacante por el traslado del maestro Manuel Corao al convento de la Encarnación de Madrid. Consiguió el cargo en unas oposiciones en las que se enfrentó a otros seis candidatos: Francisco Gibert, maestro de la Catedral de Tarazona; Felipe Teixidor, maestro de la Catedral de Albarracín; Babil Iturralde, de la Colegiata de Santa Maria de Calatayud; Alejo Sierra, infante de El Pilar de Zaragoza; Juan Gil López, infante de la Catedral de Sigüenza; y Manuel Ibeas. El cabildo realizó un informe confidencial sobre la conducta del maestro Secanilla:

Don Francisco Secanilla, maestro de capilla en esta colegiata [de Alfaro], desempeña este empleo a satisfacción de este cabildo hace tres o cuatro años. Su conducta es muy bella. Nada se le ha notado en sus costumbres y modo de vida, bastante abstraída. Se ha ordenado en este obispado, sin detenerle en ninguna de las órdenes. En una palabra, es un buen clérigo. Pero tiene la circunstancia y defecto de ser muy corto de vista, y estoy en que por este defecto faltan alguna vez al compás, con mucho sentimiento suyo.

En Calahorra realizó las obligaciones habituales de un maestro de capilla sin grandes incidentes, más allá de alguna enfermedad o falta de asistencia a los ensayos. En 1824 obtuvo una ración entera, ya que hasta ese momento era solo medio racionero, por lo que se convirtió en canónigo y abandonó el magisterio, aunque mantuvo su implicación en los asuntos musicales. Él mismo, junto con el organista Juan Felipe Gallaga, examinó al que sería su sucesor, José Ángel Martinchique.
Su prestigio durante viene subrayado por la participación en el tribunal para el magisterio de la Catedral de Pamplona en 1816 o por el hecho de que Hilarión Eslava se trasladó en 1827 siete meses a Calahorra para aprender armonía y composición con el maestro.

[...] fue uno de los mejores maestros españoles de su tiempo, no sólo por su genio, sino también por su instrucción en la parte didáctica y literaria del arte. Escribió muchas misas, himnos, motetes, en cuyas obras se ve un gran adelanto respecto a todos sus contemporáneos, que consiste en la buena estructura de las frases, períodos y discurso musical.
Hilarión Eslava, Lira Sacro-Hispana (1852-1869) 

Permaneció en Calahorra hasta su fallecimiento de una apoplejía, el 26 de octubre de 1832, a las seis de la mañana. Dejó como albacea de su testamento al maestro Martinchique.

## Obra
- Motetes,
- Himnos,
- Villancicos,
- un Pange lingua, a 7 voces y 2 corazones,
- una Salvo, a 4 voces con órgano,

Dejó numerosos trabajos inéditos teóricos sobre armonía y composición, titulados: 
- Teoría general de la formación de la harmonía, y en particular de la preparación y resolución de las disonancias,
- De los efectos de la música,
- Cuadro de los diferentes acordes,
- Método teórico y practico para componer música en el estilo moderno,
- Carácter de la música de iglesia,
- Tratado de las propiedades, de los modos, de las voces y de los instrumentos,
- Tratado de la decadència de la música,
- Opinión sobre el sistema de Guido de Arezzo,
- Observaciones contra la Genephonia de Virués,
- Notas curiosas como adicciones á la escuela de música del padre Pablo Nassarre,